# Torony
Torony è un comune dell'Ungheria di 1.611 abitanti (dati 2001). È situato nella contea di Vas.